# Рагоза (писар господарський)
Рагоза (Rohoza, Rahosza; 2-га половина XIV ст. — після 1432) — найвищий писар руський великого князя Вітовта, а згодом Свидригайла.   

## Життєпис
Як завважує історик Сергій Полєхов в присвяченій особі Рагози біографічній розвідці, той був русином або принаймні довший час жив на Русі. На користь цього виразно свідчить етимологія наймення. У руській мові слово рагоза могло мати 3 значення: 1) сварку, сваду, а зарівно людину, схильну до них; 2) рід рослин — рогіз; 3) жорстку тканину (рогожа). Люди й родини із таким прізвиськом віднаходяться у різних частках Руси, як-от митрополит Михаїл Рагоза, що належав до шляхетського роду, осілого на Полоччині та Мінщині. 
Попервах С. Полєхов виводив корені господарського служебника з Чернігівської землі, якою в 1420-их роках правив Свидригайло перед тим, як посісти великокняжий трон. Це припущення ґрунтувалось на синодику Києво-Печерської лаври XVI ст., куди був записаний «род з Новагородка Сѣверского Рагозинъ». Пізніше науковець завважив, що даний пом'яник, відтворений монахами по пам'яті після розорення міста в 1482, є джерелом доволі непевним і баламутним.
Натомість досліднику вдалось виявити короткий виклад листа Вітовта до тевтонського магістра Міхаеля Кюхмайстера, який пролив світло. Сам лист, написаний на зламі жовтня-листопада 1418 року, не зберігся, однак відомо, що він стосувався крадіжки одягу, коштовностей («клейнот»), грошей та іншого майна господаря напередодні зустрічі з орденцями у Велоні (13-22 жовтня). Винуватцями були названі кілька русинів (із подальшої переписки монархів оприявнюється, що троє злодіїв втекли до Рагніту, де одержали ґлейт від замкового комтура). Обставини сього під присягою підтвердив «наш найвищий руський писар Рагоза» (unsir obirster Ruwssche schreiber Rahoza); можливо, втікачі мали з ним якийсь зв'язок чи навіть підпорядковувались йому. На думку того-таки Полєхова, все свідчить про існування розбудованої структури канцелярії Вітовта, до якої входив цілий руський відділ зі своєю ієрархією працівників, й саме службі в ній Рагоза завдячував кар'єрою.
Окрім того, історик звернув увагу на грамоту великого князя Саньку Андрейкові Радевичу, видану 22 серпня 1424 року в Олтушкові під час подорожі Західним Поділлям. Грамоту раніше публікував Єжи Охманський, одначе в польській транслітерації, яка не передає її зміст стеменно. У правому нижньому кутку документа міститься підпис «Раг», що його Охманський передав як «Ra». З огляду на становище Рагози в канцелярії й пізнішу традицію скорочених підписів, припускається, що підпис належав саме йому. Таким чином, писар зоставався на службі і в 1424. 
Далій він зринає вже як довірена особа великого князя Свидригайла. На початку липня 1431 йому та писарю Саулу, поляку з Силезії, доручили ведення переговорів з керівництвом ордену у справі з'їзду. Невдовзі — в середині серпня — Рагоза й знатний боярин Андрушко Немирович прибули до польського воєнного табору під Луцьком, аби домогтись припинення збройного конфлікту на Волині. 6 вересня посланець поручився перед Ягайлом за полонених литовців й русинів. 
Наприкінці січня 1432 року, спільно з новогрудським намісником Петром Монтигердовичем та неназваним секретарем господарським, вів переговори з поляками про ґлейтовні (охоронні) грамоти для орденських і молдовських послів. Ті, за словами Свидригайла, мусіли взяти участь у запланованій на 2 лютого польсько-литовській зустрічі, однак грамот їм так і не видали. З цього моменту писар руський зникає з джерел. Це дозволило литовському історику Р. Петраускусу стверджувати, що Рагоза входив до оточення великого князя Свидригайла. Як вказує вищезгаданий Сергій Полєхов, той вочевидь «успадкував» Рагозу разом з канцелярією Вітовта.
Залишається нез'ясованим, чи є тотожними писар й Рагоза Якшич, який в 1440-ві роки отримав 10 «чоловік» від Казимира Ягеллончика.